# Edo Porn
Pour plus de détails, voir Fiche technique et Distribution.
Edo Porn (北斎漫画, Hokusai manga) 
est un film japonais réalisé par Kaneto Shindō, sorti en 1981.

## Synopsis

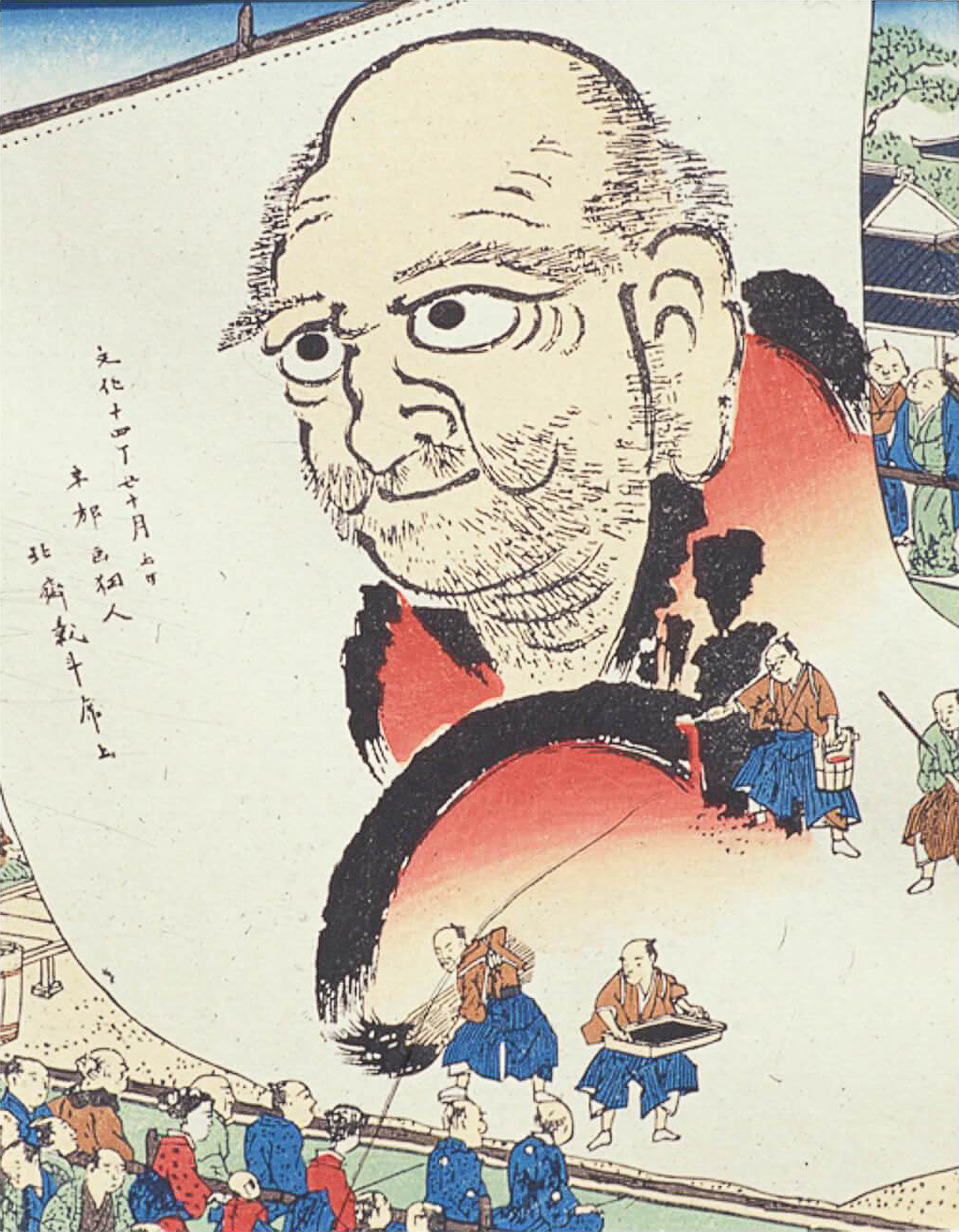
Peinture de Hokusai (1817).

L'artiste connu dans le monde entier, Hokusai, est un veuf qui n'arrive pas à gagner d'argent. Il vit avec sa fille Oei dans la maison d'un ami, Bakin. Hokusai rencontre une femme appelée Onao et se retrouve irrésistiblement attiré par elle, mais elle disparaît soudainement. Un jour, Oei ramène à la maison une jeune fille qui ressemble trait pour trait à Onao. Hokusai commence à peindre, en utilisant la jeune fille comme modèle.

## Fiche technique
- Titre : Edo Porn
- Titre original : 北斎漫画 (Hokusai manga?)
- Réalisation : Kaneto Shindō
- Scénario : Kaneto Shindō
- Production : Manabu Akashi et Hiroyuki Chujo
- Société de production : Shochiku Kinema Kenkyû-jo
- Musique : Hikaru Hayashi
- Photographie : Keiji Maruyama
- Direction artistique : Shigemori Shigeta
- Pays d'origine : Japon
- Format : Couleurs - 2,35:1 - Mono - 35 mm
- Genre : Drame
- Durée : 119 minutes
- Date de sortie : 12 septembre 1981 (Japon)

## Distribution
- Ken Ogata : Tetsuzo (Katsushika Hokusai)
- Toshiyuki Nishida : Sashichi (Kyokutei Bakin)
- Yūko Tanaka : Oei
- Kanako Higuchi : Onao
- Nobuko Otowa : Omomo
- Yoichi Sase : Gosuke
- Frankie Sakai : Nakajima Ise
- Kazuko Imai : Oshina
- Hideo Kanze : Karino
- Taiji Tonoyama : le tatoueur
- Jo Shishido : Jyuppensha Ikku
- Kon Omura : Shikitei Sanba
- Kinya Aikawa : Utamaro

## Distinctions
- Prix du meilleur second rôle féminin pour Yūko Tanaka, lors des Hochi Film Awards en 1981.
- Prix du meilleur second rôle féminin pour Yūko Tanaka, lors des Awards of the Japanese Academy en 1982.
- Prix du meilleur second rôle féminin pour Yūko Tanaka, lors des Blue Ribbon Awards en 1982.